# Axl Rose
W. Axl Rose, geboren als William Bruce Rose (Lafayette, 6 februari 1962), is een Amerikaans musicus, bekend als de zanger, tekstschrijver en oprichter van de hardrockband Guns N' Roses.

## Jeugd
Rose werd geboren in een stadje in de midwestelijke staat Indiana. Zijn vader, William Rose, verliet het gezin toen hij twee jaar oud was. Volgens Rose werd zijn vader 20 jaar later vermoord; zijn lichaam werd in 1984 aangetroffen bij een meer in Chicago. Zijn moeder, Sharon, hertrouwde kort na de scheiding met Stephen Bailey, wiens achternaam ze vanaf dat moment droeg. Tot zijn zeventiende geloofde Rose dat Bailey zijn echte vader was. Zijn ouders kregen samen twee kinderen, Stuart en Amy.
Rose kende naar eigen zeggen een ongelukkige jeugd. In een interview met Rolling Stone in 1992 beweerde Rose dat hij door middel van regressietherapie had ontdekt dat hij op tweejarige leeftijd seksueel was misbruikt door zijn biologische vader. Ook beschuldigde hij zijn stiefvader ervan hem tijdens zijn jeugd te hebben mishandeld. De stiefvader van Rose was extreem godsdienstig; als lid van de Pinkstergemeente waartoe het gezin behoorde werd van Rose verwacht dat hij drie tot acht keer per week de kerkdienst bijwoonde. Het kerkkoor gaf Rose al op zeer jonge leeftijd de mogelijkheid om zijn zangtalent te ontwikkelen. Later zong Rose met zijn broer en zus tijdens de dienst onder de naam The Bailey Trio. Op de middelbare school ontwikkelde Rose een passie voor rockmuziek, die hij deelde met zijn schoolvriend Jeff Isbell, later bekend als Izzy Stradlin, een van de gitaristen van Guns N' Roses.
Op zeventienjarige leeftijd ontdekte Rose de waarheid over zijn biologische vader, waarna hij zijn oorspronkelijke achternaam weer aannam. Hij begon zich af te zetten tegen zijn ouders en de autoriteiten en werd veelvuldig gearresteerd voor openbare dronkenschap en het verstoren van de openbare orde. Begin jaren 80 liftte Rose meerdere malen naar Chicago, Los Angeles en New York. Toen de autoriteiten in Lafayette dreigden Rose tot recidiverend crimineel te verklaren, adviseerde zijn advocaat hem de stad zo snel mogelijk te verlaten. In december 1982 vertrok Rose met zijn jeugdliefde voorgoed naar Los Angeles.

## Carrière

### Beginjaren (1982–1986)
Na enkele mislukte projecten—waaronder AXL, Rose, L.A. Guns, en Hollywood Rose—richtte Rose met Stradlin en enkele medemuzikanten in 1985 de band Guns N' Roses op. De uiteindelijke bezetting bestond uit Rose, Stradlin, leadgitarist Slash, bassist Duff McKagan, en drummer Steven Adler. Tijdens deze jaren woonde Rose met enkele bandleden in een vervallen drugspand dat bekendstond als het Hell House. Om aan geld te komen ging Rose relaties aan met strippers en stelde zich beschikbaar voor medische experimenten. In 1986 bracht Guns N' Roses in eigen beheer de EP Live?!*@ Like a Suicide uit. Datzelfde jaar tekende de band een platencontract met het grote Geffen Records. Om dat contract met zijn verkozen naam te kunnen tekenen, liet Rose zijn naam officieel veranderen van William Bruce Rose in W. Axl Rose — de afkorting W. omdat hij naar eigen zeggen niet dezelfde naam wilde dragen als zijn biologische vader en Axl naar zijn eerste band.

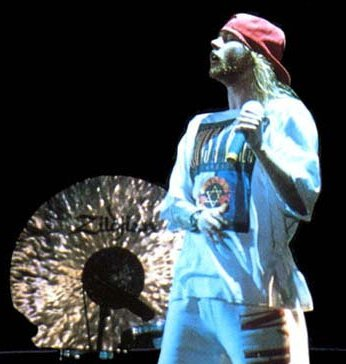
Rose tijdens een concert in Israël in 1993

### Wereldwijd succes (1987–1994)
In 1987 bracht Guns N' Roses hun debuutalbum uit: Appetite for Destruction. Dankzij de hits Welcome to the Jungle, Sweet Child o' Mine, en Paradise City groeide de band al snel uit tot een van de grootste rockbands ter wereld. In 1988 volgde een tweede album, GN'R Lies—een gedeeltelijke heruitgave van de EP Live?!*@ Like a Suicide—die de hit Patience bevatte.
Met het succes groeiden ook de problemen binnen de band: tijdens een optreden als opening act van de Rolling Stones in 1989 dreigde Rose de band te verlaten als enkele bandleden niet ophielden met "dancing with 'Mr. Brownstone'", slang voor heroïnegebruik. In 1990 werd Adler uiteindelijk ontslagen vanwege zijn heroïneverslaving; hij werd vervangen door Matt Sorum. Tijdens een optreden in St. Louis in 1991 veroorzaakte Rose een oproer door vanaf het podium het publiek in te springen om een fan te slaan vanwege diens illegale videocamera en vervolgens het concert halverwege af te breken. Later dat jaar verschenen de langverwachte albums Use Your Illusion I en Use Your Illusion II. Van deze albums waren de hits You Could Be Mine, Don't Cry, November Rain en Knockin' on Heaven's Door afkomstig. Nog datzelfde jaar verliet Stradlin de band wegens problemen met het enorme succes van de band en met zijn jeugdvriend Rose; hij werd vervangen door Gilby Clarke.
In 1992 veroorzaakte Rose wederom een oproer tijdens een tournee met Metallica: nadat zanger James Hetfield tijdens Metallica's concert gewond raakte, weigerde Rose vroeger dan gepland op te treden en vertrok vervolgens na slechts een paar nummers te hebben gespeeld, waarna het publiek een miljoenenschade aanrichtte. Tijdens de MTV Video Music Awards van dat jaar daagde Rose Kurt Cobain van Nirvana uit tot een gevecht; Cobain ging er niet op in. In 1993 volgde een coveralbum, The Spaghetti Incident?, dat veel minder succesvol was dan de voorgaande uitgaven. Dit album verkocht 190 000 exemplaren in de eerste week. Ter vergelijking: het (dubbel) album ervoor verkocht 500 000 keer (per dubbel album) in de eerste twee uur. Hetzelfde jaar speelde de band haar laatste optreden met die bezetting.

### Verval en terugkeer (1994–heden)
Vanaf 1994 werd het stil rond Rose en Guns N' Roses. In 1994 werd Clarke ontslagen door Rose. Slash, die samen met Rose als frontman van de band fungeerde, verliet in 1996 de band wegens muzikale en persoonlijke problemen met Rose. In 1997 werd Sorum door Rose ontslagen en verliet ook McKagan de band, waardoor Rose uiteindelijk als laatste oorspronkelijke bandlid overbleef. Desondanks bleef Guns N' Roses voortbestaan, omdat Rose inmiddels de volledige rechten op de bandnaam bezat. Rose trok zich als een kluizenaar terug in zijn villa in Malibu om met een schijnbaar eindeloos wisselende bezetting aan een nieuw album te werken. Hoewel nieuwe muziek vooralsnog uitbleef, ging Rose meerdere malen met nieuwe bezettingen op tournee. In 2002 veroorzaakte Rose wederom een oproer door niet op te komen dagen bij een concert in Vancouver, waarna het publiek voor duizenden dollars aan schade aanrichtte. In 2004 heeft Rose een radioprogramma opgenomen in de beroemde game Grand Theft Auto: San Andreas, genaamd K-DST. In 2008 bracht Guns N' Roses — bestaande uit Rose, leadgitarist Bumblefoot, gitarist Richard Fortus, bassist Tommy Stinson, drummer Frank Ferrer, en pianisten Dizzy Reed en Chris Pitman — na 15 jaar een nieuw album uit: Chinese Democracy.

### Zanger bij AC/DC (2016–2016)
Op 7 maart 2016 werd bekend dat de leadzanger van de hardrockband AC/DC Brian Johnson  ernstige gehoorschade had opgelopen. Op 17 april werd bekendgemaakt dat tijdens de Europese tour van AC/DC zanger Brian Johnson zou worden vervangen door Axl Rose. Ook de uitgestelde concerten in Amerika werden ingehaald met Axl Rose als zanger. Op de officiële Facebookpagina van AC/DC werd Brian Johnson bedankt voor zijn bijdrages en toewijding aan de band in de afgelopen jaren. Deze stap had verder geen gevolgen voor Guns N' Roses. Axl Rose bleef aan als frontman en ging in 2016 met Guns N' Roses op tournee. Later dat jaar stopte hij als zanger bij AC/DC nadat Cliff Williams ook had besloten te stoppen.

## Privéleven
Rose was verloofd met zijn eerste vriendin, Gina Siler, die hij in 1982 in Lafayette leerde kennen. In december 1982 verhuisde het paar naar Los Angeles. Tot een huwelijk kwam het niet; Rose en Siler gingen eind 1985 uit elkaar vanwege het heroïnegebruik van Rose.
In 1986 kreeg Rose een relatie met Erin Everly, de dochter van Don Everly van de Everly Brothers. Rose schreef de hit Sweet Child o' Mine voor Everly, die ook in de bijhorende videoclip speelde. Rose en Everly trouwden op 28 april 1990 in Las Vegas; Rose had de vorige ochtend bij Everly aangebeld met de mededeling dat hij een pistool in de auto had en dat hij zelfmoord zou plegen als ze niet met hem trouwde. Een maand later dreigde Rose al met een echtscheiding. In oktober 1990 kreeg Everly een miskraam, waarna het paar een maand later definitief uit elkaar ging. Het huwelijk werd nietig verklaard in januari 1991.
Rose kreeg in 1991 een relatie met topmodel Stephanie Seymour, die vervolgens in de videoclips voor de hits Don't Cry en November Rain speelde. Tijdens hun relatie nam Rose de rol van stiefvader van Seymours zoontje Dylan op zich; hij was naar eigen zeggen gehecht geraakt aan het jongetje. Rose en Seymour verloofden zich in februari 1993, maar gingen diezelfde maand nog uit elkaar.
In oktober 1993 spande Seymour een rechtszaak tegen Rose aan wegens mishandeling, waarbij Everly als getuige werd opgeroepen. In maart 1994 spande Everly eveneens een rechtszaak aan tegen Rose, die ze ervan beschuldigde haar jarenlang fysiek en emotioneel te hebben mishandeld. Ook Siler kwam in de media naar voren met beschuldigingen van mishandeling. Beide rechtszaken werden in 1995 buiten de rechtszaal geschikt.